# Stenskogen
Stenskogen är ett delvis bebyggt skogsområde sydväst om Höör i Skåne. Delar av det bebyggda området tillhör Ormanäs och Stanstorp. Stenskogen är känd för den tidigare brytning av höörsandsten, som skett där. Byggnadssten till Lunds domkyrka och Höörs kyrka har tagits härifrån, men framför allt kvarnstenar.

## Stenbrott
Namngivna stenbrott i ordning från Höörsmölla mot Bosjökloster är Bossagraven, Postgraven, Hasslegravarna, Kullagraven, Yxnaholmsgraven, Stanstorpagraven. Av dessa var det bara Stanstorpagraven där det pågick stenbrytning år 1884. Väster om Stanstorpagraven finns Per Pålssons gamla grav och sydväst om denna  Maglasätegravarna. På norra sidan om järnvägen mellan Ormanäs och Ry ligger Ormanäsgraven
AB Ringsjö Stenbrott bedrev under perioden 1890–1910 stenbrytning i industriell skala med omkring 60 anställda.